# La Última Cena (Dirk Bouts)
La Última Cena es un tríptico al óleo sobre tabla pintado por Dirk Bouts y está considerado como una de sus grandes obras. Data del período 1464-1467 y tiene unas medidas de 180 cm de alto y 290 cm de ancho. Se conserva en el tesoro de la Iglesia de San Pedro de Lovaina, en Bélgica.

## Historia
El comitente de este «Retablo del Santo Sacramento» fue la Hermandad del Santísimo Sacramento. Se conserva el contrato y el precio fueron 200 gulden renanos, 1000 jornales de un maestro albañil. Sin embargo, debía comprometerse a no pintar otro cuadro al mismo tiempo y pagar los materiales. Esta Última Cena es el segundo trabajo fechado (después de Virgen y Niño entronizados con San Jerónimo y San Francisco de Petrus Christus en Fráncfort, de 1457) en mostrar la perspectiva lineal italiana. Los estudiosos han resaltado además que es la primera pintura sobre tabla flamenca que representa La Última Cena. 

## Descripción
Todas las ortogonales (líneas imaginarias perpendiculares al plano de la pintura que convergen en el punto de fuga) del cuarto central se dirigen a un único punto de fuga en el centro del tapiz, sobre la cabeza de Cristo. Sin embargo, el pequeño cuarto del costado tiene su propio punto de fuga, y ni este ni el punto de fuga del cuarto principal cae sobre el horizonte del paisaje visto a través de las ventanas. Con perspectiva central muestra a Jesús y sus discípulos durante la Última Cena. El momento representado es aquel en el que consagra la Eucaristía, diciendo «Tomad, comed: esto es mi cuerpo». Bouts no se concentró, pues, en la narrativa bíblica en sí, sino que presentó a Cristo en el papel de un sacerdote realizando un ritual de la liturgia de la Iglesia Cristiana - la consagración de la hostia eucarística. Esto contrasta fuertemente con otras representaciones de la Última Cena, que generalmente se concentraban en la traición de Judas o en el apóstol Juan. Bouts además agregó complejidad a esta imagen incluyendo cuatro sirvientes (dos en la ventana y dos sirviendo), todos vestidos con atuendos flamencos. A pesar de haber sido identificados al principio como el propio artista y sus dos hijos, estos dos sirvientes probablemente sean retratos de miembros de la confraternidad, responsables de comisionar el retablo. El centro de atención del cuadro es el rostro de Jesús, en el centro, al que el espectador mira directamente; ese rostro está convertido en un reminiscencia de representaciones de Jesús en el paño de la Verónica. Jesús hace el gesto de la bendición Salvator Mundi. 
El Retablo del Santo Sacramento tiene cuatro paneles adicionales, dos en cada ala. Como estos fueron llevados a los museos en Berlín y Múnich en el siglo XIX, la reconstrucción del retablo original fue dificultosa. En las dos alas laterales lo que se representa son escenas del Antiguo Testamento mostrando contenidos relacionados con la Eucaristía. En la parte superior del ala izquierda se ve al sacerdote Melquisedec ofreciendo a Abraham pan y vino, debajo está representada la fiesta del Pésaj. En el ala derecha se ve al pueblo judío recolectando el maná. Arriba está Elías, que después de que el demonio Bael muriera en el desierto, recibió pan de Dios.